# Salpicão

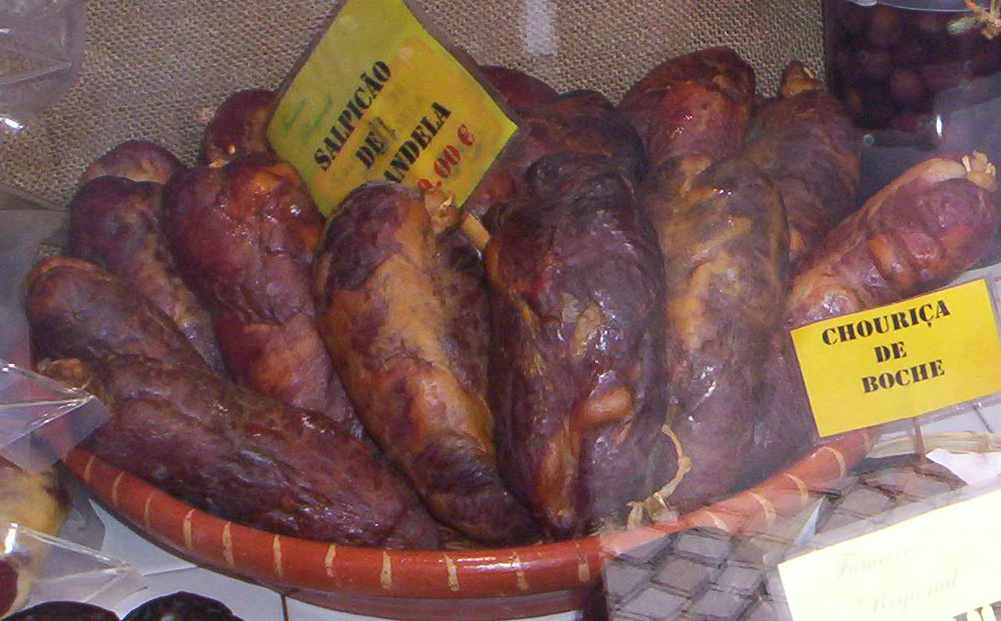
Fuente de Salpicão en una cesta.

El Salpicão es un embutido en forma de chorizo muy tradicional de Portugal. Es uno de los productos típicos de la matanza del cerdo realizada principalmente en el norte de Portugal (Trás-os-Montes).

## Características
Es un embutido elaborado principalmente con la carne de cerdo que se cura ahumado y que posee un color castaño claro de forma cilíndrica de longitud cercana a los 15 cm. Se condimenta con sal, el vinho branco o tinto, una cierta cantidad de ajo, pimentón dulce o picante y tocino. Emplea como base de embutido una tripa natural grues del mismo cerdo. Tras el especiado la carne picada reposa durante cerca de 8 días, para que gane de esta forma sabor. Tras ello se embute.

## Historia
El embutido es muy popular en la región septentrional portuguesa de Trás-os-Montes, existen registros escritos datados del siglo XVIII en los que se mencionan los detalles de su producción.

## Servir
Puede ser consumido crudo en rodajas gruesas o finas junto con pan.
- Datos: Q969365
- Multimedia: Salpicão / Q969365